# Mount Burnett (Antarktika)
Mount Burnett ist ein 1050 m (nach anderer Quelle 997 m) hoher Berg im ostantarktischen Mac-Robertson-Land. In der South Masson Range der Framnes Mountains ragt er 2,5 km südwestlich des Trost Peak auf.
Norwegische Kartografen kartierten ihn anhand von Luftaufnahmen, die bei der Lars-Christensen-Expedition 1936/37 entstanden. Teilnehmer der zwischen 1957 und 1960 dauernden Kampagnen im Rahmen der Australian National Antarctic Research Expeditions nahmen eine neuerliche Kartierung vor und benannten ihn nach dem Strahlenphysiker Eric John Burnett (* 1926), der 1958 auf der Mawson-Station tätig war.